# Casa Delgado
La Casa Delgado és una obra modernista de Gelida (Alt Penedès) protegida com a Bé Cultural d'Interès Local.

## Descripció
Casa construïda entre mitgeres, de dues plantes i baixos que donen al Passeig Circumval·lació. El pilar sustentant de la façana com a element escultòric, ens reparteix un porxo en dos volums iguals, vestits amb reixes de forja especial, febrilment modernistes. La part de la façana superior de l'edifici, consta de rotonda i dues tribunes amb voladissos de ceràmica i ferro. La base de materials aplicats són: el totxo vist, la ceràmica emprada com a ornament, i els palets de riera. El predominant és el ferro com a projecció i embelliment. Aquesta obra és el representant més graciós del Modernisme a Gelida.